# Guo Xinwa
Guo Xinwa (chinesisch 郭新娃, Pinyin Guō Xīnwá; * 6. Januar 2000 in Jinzhou) ist ein chinesischer Badmintonspieler.

## Karriere
Guo Xinwa siegte 2018 bei den Juniorenasienmeisterschaften und beim Lingshui China Masters. 2019 gewann er die SaarLorLux Open und die Austrian International. 2024 war er bei den Thailand Open, den Macau Open und dem Korea Masters erfolgreich.

## Erfolge

### Juniorenasienmeisterschaften
Mixed
| Jahr | Ort                                                        | Partner      | Gegner                 | Endstand            | Ergebnis |
| ---- | ---------------------------------------------------------- | ------------ | ---------------------- | ------------------- | -------- |
| 2018 | Jaya Raya Sports Hall Training Center, Jakarta, Indonesien | Liu Xuanxuan | Wang Chan Jeong Na-eun | 15–21, 21–19, 21–15 | Gold     |

### BWF World Tour
Mixed
| Jahr | Wettbewerb                  | Level     | Partner       | Gegner                                         | Endstand            | Ergebnis |
| ---- | --------------------------- | --------- | ------------- | ---------------------------------------------- | ------------------- | -------- |
| 2018 | Lingshui China Masters      | Super 100 | Liu Xuanxuan  | Ronald Alexander Annisa Saufika                | 21–17, 7–21, 21–19  | Sieger   |
| 2019 | Lingshui China Masters      | Super 100 | Liu Xuanxuan  | Tang Chun Man Ng Tsz Yau                       | 21–16, 14–21, 13–21 | Finalist |
| 2019 | Canada Open                 | Super 100 | Zhang Shuxian | Ko Sung-hyun Eom Hye-won                       | 19–21, 19–21        | Finalist |
| 2019 | Vietnam Open                | Super 100 | Zhang Shuxian | Lee Jhe-huei Hsu Ya-ching                      | 18–21, 22–20, 21–8  | Sieger   |
| 2019 | Indonesia Masters Super 100 | Super 100 | Zhang Shuxian | Adnan Maulana Mychelle Crhystine Bandaso       | 21–18, 16–21, 28–26 | Sieger   |
| 2019 | SaarLorLux Open             | Super 100 | Zhang Shuxian | Ren Xiangyu Zhou Chaomin                       | 21–18, 21–19        | Sieger   |
| 2023 | Hong Kong Open              | Super 500 | Wei Yaxin     | Tang Chun Man Tse Ying Suet                    | 21–13, 21–19        | Sieger   |
| 2024 | Ruichang China Masters      | Super 100 | Li Qian       | Zhou Zhihong Yang Jiayi                        | 15–21, 15–21        | Finalist |
| 2024 | Thailand Open               | Super 500 | Chen Fanghui  | Dechapol Puavaranukroh Sapsiree Taerattanachai | 12–21, 21–12, 21–18 | Sieger   |
| 2024 | Australian Open             | Super 500 | Chen Fanghui  | Jiang Zhenbang Wei Yaxin                       | 12–21, 21–16, 12–21 | Finalist |
| 2024 | Korea Open                  | Super 500 | Li Qian       | Chen Tang Jie Toh Ee Wei                       | 21–17, 13–21, 13–21 | Finalist |
| 2024 | Macau Open                  | Super 300 | Chen Fanghui  | Dejan Ferdinansyah Gloria Emanuelle Widjaja    | 21–15, 21–18        | Sieger   |
| 2024 | Korea Masters               | Super 300 | Chen Fanghui  | Dejan Ferdinansyah Gloria Emanuelle Widjaja    | 21–10, 21–12        | Sieger   |
| 2025 | Indonesian Masters          | Super 500 | Chen Fanghui  | Hiroki Midorikawa Natsu Saito                  | 15–21, 17–21        | Finalist |

### BWF International Challenge/Series
Herrendoppel
| Jahr | Wettbewerb    | Partner    | Gegner                | Endstand            | Ergebnis |
| ---- | ------------- | ---------- | --------------------- | ------------------- | -------- |
| 2019 | Austrian Open | Liu Shiwen | Joel Eipe Rasmus Kjær | 21–15, 20–22, 21–16 | Sieger   |

Mixed
| Jahr | Wettbewerb            | Partner       | Gegner                   | Endstand     | Ergebnis |
| ---- | --------------------- | ------------- | ------------------------ | ------------ | -------- |
| 2019 | Osaka International   | Zhang Shuxian | Kim Won-ho Jeong Na-eun  | 17–21, 15–21 | Finalist |
| 2019 | Belarus International | Zhang Shuxian | Ren Xiangyu Zhou Chaomin | 20–22, 19–21 | Finalist |
| 2023 | China International   | Li Qian       | Cheng Xing Chen Fanghui  | 19–21, 14–21 | Finalist |

### BWF Junior International
Herrendoppel
| Jahr | Wettbewerb        | Partner    | Gegner               | Endstand     | Ergebnis |
| ---- | ----------------- | ---------- | -------------------- | ------------ | -------- |
| 2019 | German Juniors    | Di Zijian  | Ki Dong-ju Wang Chan | 15–21, 16–21 | Finalist |
| 2019 | Jaya Raya Juniors | Liu Shiwen | Di Zijian Wang Chang | 13–21, 20–22 | Finalist |

Mixed
| Jahr | Wettbewerb    | Partner      | Gegner                        | Endstand            | Ergebnis |
| ---- | ------------- | ------------ | ----------------------------- | ------------------- | -------- |
| 2019 | Dutch Juniors | Liu Xuanxuan | Hiroki Midorikawa Natsu Saito | 16–21, 21–18, 21–19 | Sieger   |